# The Joe Perry Project
The Joe Perry Project era el proyecto en solitario del guitarrista de Aerosmith, Joe Perry, que este comenzó a esbozar poco tiempo antes de su partida de Aerosmith en 1979. Perry consiguió un contrato discográfico casi inmediatamente después de su marcha con la misma discográfica de Aerosmith, Columbia Records, quienes parecían estar descontentos con el desmadre dentro del grupo y querían así llevar a Perry de nuevo a Aerosmith.
La banda originalmente consistía en Perry, el cantante Ralph Morman, el bajista David Hull y el baterista Ronnie Stewart. Ésta fue la formación que grabó su álbum debut en 1980, Let the Music Do the Talking, producido por el también productor de Aerosmith Jack Douglas. El álbum tuvo bastante buena acogida, llegando a vender 250.000 copias en Estados Unidos.
Durante la gira del álbum, Morman fue despedido y sustituido por Joey Mala, que duró hasta el final de la gira, y posteriormente sustituido por Charlie Farren. Esta última formación fue la que grabó I've Got the Rock'n'Rolls Again, que vio la luz en 1981, sin mucho éxito. La falta de promoción del álbum y los continuos problemas de Perry con las drogas acabó con el despido de toda la formación.
Con un nuevo contrato discográfico y tres nuevos miembros en la banda, el cantante Cowboy Mach Bell, el bajista Danny Hargrove y el baterista Joe Pet, la banda sacó Once a Rocker, Always a Rocker en 1983. El álbum tuvo también poco éxito, vendiendo unas 40.000 copias y sin casi promoción. A pesar de estos nefastos números, la banda salió de gira añadiendo a la formación al ex-Aerosmith Brad Whitford.
Durante esta gira, el grupo tocó teloneando a Huey Lewis and the News, siendo aquí donde Joe Perry se hizo muy amigo de Huey Lewis´, siendo este el que hablara con Perry para volver a formar Aerosmith con Steven Tyler.
Al año siguiente Perry y Whitford se reunieron de nuevo con Aerosmith.
En 1999 se editó un álbum recopilatorio llamado The Music Still Does the Talking: The Best of the Joe Perry Project.

## Discografía
- Let the Music Do the Talking (1980)
- I've Got the Rock 'n' Rolls Again (1981)
- Once a Rocker, Always a Rocker (1983)
- The Music Still Goes the Talking: The Best of the Joe Perry Project (1999)
- Have Guitar, Will Travel (2009) Como Joe Perry